# Jaime Martí
Jaime Martí Marcos (5 de octubre de 1979 en Madrid) es un deportista español que compite en esgrima. Su especialidad es el sable.
Participará en los Juegos Olímpicos de Pekín 2008 en la categoría de sable individual.

## Palmarés

### Campeonato Mundial de Esgrima de 2005
- Diploma (7.º puesto) en sable equipos.

### Campeonato Mundial de Esgrima de 2006
- Diploma (8.º puesto) en sable por equipos.

### Campeonato Mundial de Esgrima de 2007
- Diploma (8.º puesto) en sable individual.

### Campeonato Europeo de Esgrima de 2007
- Diploma (8.º puesto) en sable por equipos.